# Флаг Первомайского сельского поселения (Ленинградский район)
Флаг муниципального образования Первома́йское сельское поселение Ленинградского района Краснодарского края Российской Федерации — опознавательно-правовой знак, служащий официальным символом муниципального образования.
Флаг утверждён 12 сентября 2012 года решением Совета Первомайского сельского поселения № 23 и 19 октября 2012 года внесён в Государственный геральдический регистр Российской Федерации с присвоением регистрационного номера 7944.

## Описание
«Прямоугольное двухстороннее полотнище с отношением ширины к длине 2:3, разделённое диагоналями на четыре части: красные (вверху и внизу) и зелёные (по краям); в центре полотнища жёлтый, летящий к древку орёл с поднятыми и распростёртыми крыльями».

## Обоснование символики
Флаг отражает природные и территориально-административные особенности Первомайского сельского поселения.
Деление полотнища на четыре части — символически отражает, что поселение состоит из 4-х посёлков: Первомайский, Звезда, Зерновой, Луговой.
Чередование красного и зелёного цвета — аллегория чередования территорий населённых пунктов (красный цвет) с землями сельскохозяйственного назначения (зелёный цвет).
Орёл — царь степей и предгорий — символизирует прекрасную природу Кубанской земли, её богатую фауну. Орёл — символ высокого полёта, храбрости, победы, величия, а его распростёртые крылья символизируют стремление вперёд, в будущее, символ преодоления трудностей.
Символика цветовой гаммы флага:
— красный цвет — символ труда, мужества, жизнеутверждающей силы, красоты и праздника.
— зелёный цвет — символ природы, здоровья, молодости, жизненного роста;
— жёлтый цвет (золото) — символ высшей ценности, величия, богатства, урожая.